# グラスホッパー (バンド)
グラスホッパー（中国語: 草蜢; 粤拼: Cou2 Maang5; イェール式広東語: Chóu Máahng、英語: The Grasshopper）は、1985年に結成された香港の音楽ユニット。

## メンバー
| 姓氏                         | プロフィール                   |
| ---------------------------- | ------------------------------ |
| レムス・チョイ（蔡一傑）     | 1967年2月6日（58歳）、香港出身 |
| エドモンド・ソー（蘇志威）   | 1966年5月3日（58歳）、香港出身 |
| カルヴィン・チョイ（蔡一智） | 1965年1月3日（60歳）、香港出身 |

## 概要
1985年、無綫電視と華星唱片による新人歌謡コンテストの決勝で敗退したが、トップスターだった梅艷芳（アニタ・ムイ）から才能を認められ、1986年にマネージャーの梅艷芳と契約を結び、1988年にグループとしてデビュー。グループ名の「草蜢」の由来は、三人の苗字の艸部（「艹」、くさかんむり）。「香港の少年隊」や「香港の小虎隊」と呼ばれたことがある。
1990年から1995年まで6年連続で香港商業電台（コマーシャルラジオホンコン）主催の「叱咤楽壇流行榜頒奨典礼」組合金奨（グループ金賞）受賞。
1997年にエドモンド・ソーは劉小慧（ウィニー・ラウ）と入籍する。グループは2000年からのメンバーそれぞれのソロ活動を経て、2005年に林珊珊（サンディ・ラム）をマネージャーに迎えて再結成（元マネージャー・梅艶芳は2003年末に亡くなっている）。その年、「我們」で「叱咤楽壇流行榜頒奨典礼」組合銀奨その他多くの賞を受賞。
代表作は、「飛躍千個夢」「紅唇的吻」「失恋」「半点心」「Lonely」「忘情森巴舞」など。

## ディスコグラフィ

### 広東語アルバム
- 1988年2月26日：『草蜢』
- 1988年10月18日：『烈火快車』
- 1989年6月21日：『Grasshopper III』
- 1990年3月1日：『Grasshopper IV』
- 1990年9月7日：『The Best』
- 1990年12月20日：『Grasshopper』
- 1990年12月28日：『物質女郎』
- 1991年7月18日：『You are Everything』
- 1992年1月23日：『永遠愛著您』
- 1992年4月27日：『Grasshopper Make Some Noise - Remix』
- 1992年8月20日：『La La Means I Hate You』
- 1992年12月18日：『捨不得的感覺』
- 1993年5月18日：『世界會變得很美』
- 1994年1月13日：『與你在一起』
- 1994年10月17日：『音樂昆蟲』
- 1995年3月3日：『Grasshopper Cocktail』
- 1995年4月26日：『三人主義』
- 1995年9月27日：『Present』
- 1996年：『草蜢－寶麗金88極品音色系列』
- 1996年3月26日：『草蜢原聲精選』
- 1996年7月5日：『草蜢音樂店Grasshopper Shop』
- 1997年：『草蜢照常營業 Grasshopper Now Open』
- 1998年：『草蜢快慢精選30首』
- 1999年：『跳出個未來精選』
- 1999年：『Grasshopper～Episode』
- 2000年：『環球2000新巨星系列』
- 2000年：『環球2000新巨星系列』
- 2000年：『環球2000新巨星系列2』
- 2001年：『環球真經典系列』
- 2003年：『滾石香港黃金十年精選』
- 2005年：『我們的草蜢』
- 2005年12月：『我們的草蜢演唱會（2CDs+ Bonus DVD）』
- 2006年：『Grasshopper BPM 3CD + 草蜢勁爆演唱會92' Live DVD』
- 2007年：『Forever Grasshopper Collection（CD + 06 Concert Karaoke 3DVD + MV DVD）（重量版）』
- 2007年『容祖兒 + 草蜢 - 903 id club 拉闊音樂會（2CD）』
- 2011年：『草蜢Grasshopper音樂大全101』
- 2011年：『Grasshopper草蜢25週年演唱會Live/KaraokeDVD+CD』
- 2011年：『山頂嘅朋友』
- 2013年：『草蜢森巴大戰軟硬 Fans 演唱會2012』
- 2015年：『草蜢 Grasshopper be Three -  Grasshopper in Concert （2CD+2DVD）』

### 北京語アルバム
- 1990年5月30日：『限時專送』
- 1990年10月18日：『失戀陣線聯盟』
- 1991年5月：『讓妳哭紅了眼睛』
- 1991年12月：『忘情森巴舞』
- 1992年6月24日：『限時忘情Remix』
- 1992年9月16日：『又愛又恨 Love & Hate』
- 1993年1月6日：『勁爆熱情選輯』
- 1993年3月26日：『草蜢Live in Concert』
- 1993年6月15日：『寶貝對不起』
- 1994年4月6日：『暗戀的代價』
- 1995年3月20日：『有緣來做伙』
- 1995年12月21日：『愛不怕』
- 1997年：『Ba-ba-ba 不屬於』
- 2005年1月:『醇經典』
- 2009年11月27日：『最熱傳奇（新歌+精選）』
- 2016年4月22日：『Music Walker』

### シングル/スペシャルアルバム
- 1989年8月8日：『Grasshopper Remix』
- 1991年4月19日：『Lonely』
- 1993年：『熱力節拍Summer Party』
- 1993年：『寶麗金未來的天才』
- 1994年：『一秒轉機』
- 1994年：『怎麼天生不是女人』
- 1994年：『與你在一起』
- 1995年：『搜神不捨』
- 1995年：『爸爸媽媽陪我放暑假』
- 『初纏戀后電影原聲大碟』
- 『草蜢 Tokyo←→Hong Kong』（收錄12首日本改編曲）
- 『草蜢-The Best』（韓國出版大碟）
- 『草蜢 引爆新世紀 上』
- 『草蜢 引爆新世紀 下』